# پیرگیر
پیرگیر (به ترکی آذربایجانی: Pirəyir) یک منطقهٔ مسکونی در جمهوری آذربایجان است که در شهرستان آغ‌داش واقع شده‌است. پیرگیر ۵۱۶ نفر جمعیت دارد.